# 芦葭镇
芦葭镇，是四川省成都市简阳市下辖的一个乡镇级行政单位，成都天府机场所在地。因境内原下场口有一条小溪，两岸芦苇丛生，架桥后，取《诗经·秦风·蒹葭》中“蒹葭苍苍，白露为霜”之音命名为芦葭桥，芦葭镇因此而得名。2019年12月，撤消清风乡，将原清风乡谢塘村、枇杷村、干里沟村、潘家沟村、汪家桥村、三清庙村、藕塘村、万角村、鄢家坪村所属行政区域划归芦葭镇管辖，芦葭镇人民政府驻南华街25号。

## 行政区划
芦葭镇下辖以下地区：
翻水村、共乐村、黄桷村、惠临村、建安村、街子村、力士村、民丰村、民乐村、仁里村、十里村、英明村和岳王村。